# Ба Мо
Доктор Ба Мо (8 февраля 1893, Маубин, Британская Индия — 29 мая 1977, Рангун, Бирма) — бирманский политический деятель. В период Второй мировой войны возглавлял сначала коллаборационистскую прояпонскую временную администрацию Бирмы, а с 1943 года — марионеточное Государство Бирма, существовавшее до 1945 года.

## Биография

### Ранние годы
Ба Мо родился в городе Маубин в знатной бирманской семье Ба, возможно, имевшей армянские корни. Один из его старших братьев, доктор Ба Хан (1890—1969), был известным адвокатом, а также лексикографом и правоведом.
В 1924 году Ба Мо получил ученую степень в Университете Бордо во Франции: защитил докторскую диссертацию на французском языке, посвящённую различным аспектам буддизма в Бирме. При этом сам Ба Мо был католиком.

### Политическая карьера
С 1920 года Ба Мо занимался юридической практикой, участвовал в политической жизни Британской Бирмы. Он достиг известности как адвокат в 1931 году, во время судебного процесса над Сая Саном, возглавившим восстание в Бирме в декабре 1930 года на почве повышения налогов, которое вскоре превратилось в национальное восстание против британского владычества. Сая Сан был захвачен, осуждён и повешен. Однако Ба Мо стал одним из адвокатов, которые защищали Сая Сана.
С начала 1930-х годов Ба Мо стал активным сторонником бирманского самоуправления. Сначала он выступал против выделения Бирмы в качестве отдельной колонии из Британской Индии, но позже поддержал его и был назначен первым колониальным премьером британской Бирмы с 1937 года по февраль 1939 года, после своего избрания в Законодательное собрание. В его составе он представлял партию «Синьета» («Бедняков» или «Пролетариев»). В период, когда Ба Мо возглавлял правительство, Бирму охватили забастовки, митинги, демонстрации и бойкоты, организованные партией тикинов (Добама асиайон; Ассоциация «Наша Бирма»). Участники движения требовали отмены колониальной конституции, принятия законов о труде, проведения земельной реформы. При подавлении этого движения сотни людей были арестованы. В результате этих событий правительство Ба Мо вынуждено было уйти в отставку. После своей отставки Ба Мо продолжил активную политическую деятельность. Вскоре он был отправлен в отставку из Законодательного собрания, а также арестован за антиправительственную агитацию 6 августа 1940 года. Ба Мо провёл более года в тюрьме Могок (восточная Бирма) в качестве политзаключённого.

### Государство Бирма

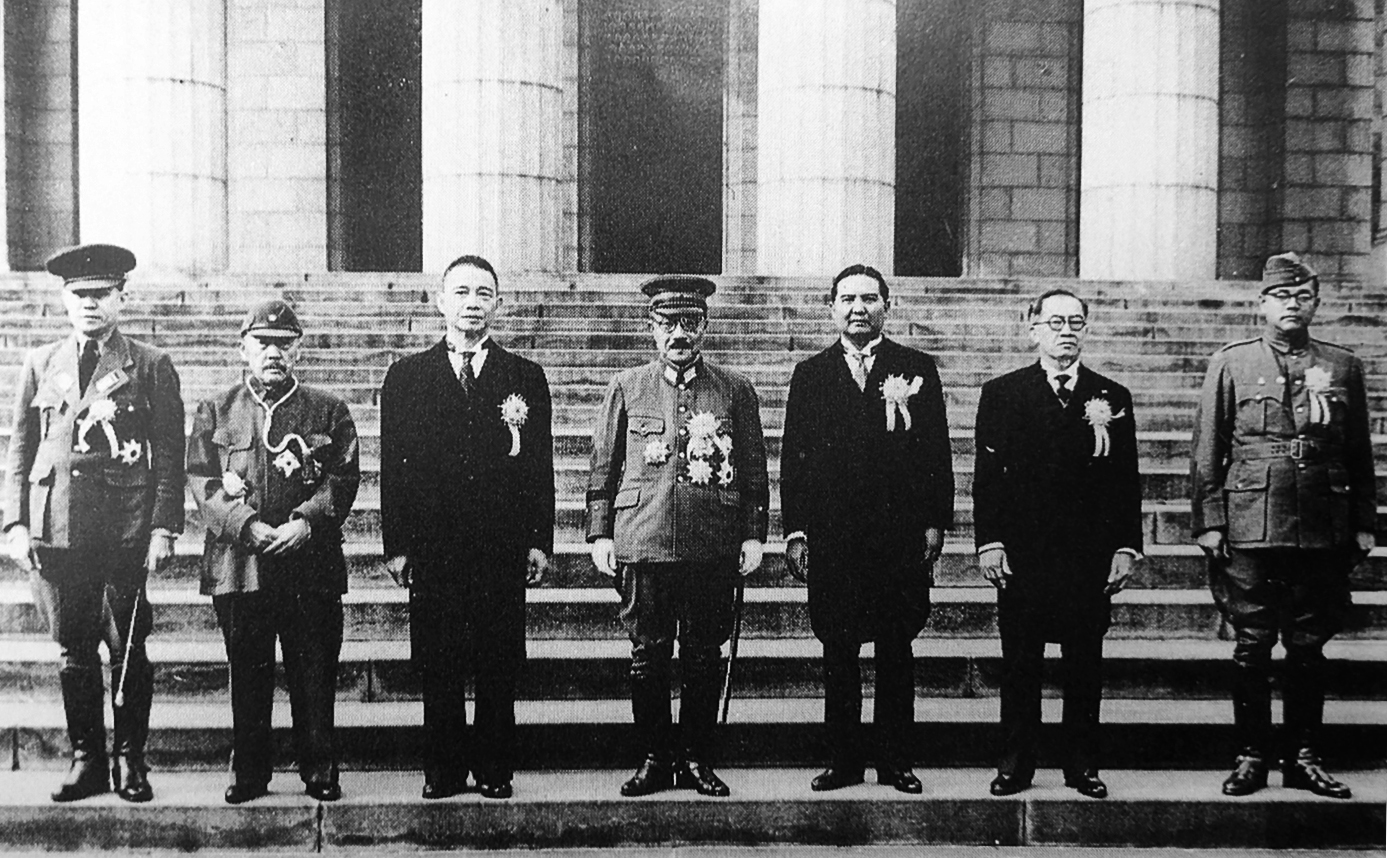
Участники Великой Восточноазиатской конференции. Слева направо: Ба Мо, Чжан Цзинхуэй, Ван Цзинвэй, Тодзио Хидэки, Ван Вайтайакон, Хосе Лаурель, Субхас Чандра Бос

С января по май 1942 года происходило завоевание Бирмы Японской императорской армией. После захвата японскими войсками Рангуна Ба Мо был освобожден из тюрьмы. Вскоре он был назначен руководителем временной гражданской администрации Бирмы, подчинявшейся японской администрации. 1 августа 1942 года под эгидой Японской империи в Рангуне была сформирована Бирманская центральная исполнительная администрация во главе с Ба Мо.
Считалось, что скорейшее предоставление Бирме самостоятельности увеличит шансы на победу стран Оси во Второй мировой войне, предотвратит возможность повторной колонизации её западными державами и увеличит масштабы военной и экономической поддержки из Бирмы для японских войск. Комитет по подготовке к провозглашению независимости Бирмы под председательством Ба Мо был создан 8 мая 1943 года, а 1 августа того же года было объявлено о создании Государства Бирма. Новое государство объявило войну Великобритании и США, а также подписало договор о взаимодействии с Японской империей. В ноябре 1943 года Ба Мо присутствовал на Великой Восточноазиатской конференции в Токио, где выступил с речью.
Несмотря на формальную независимость, бирманскому государству не удалось добиться поддержки населения или дипломатического признания со стороны каких-либо государств в связи с продолжающимся присутствием на территории Бирмы частей Японской императорской армии. К 1945 году правительство Ба Мо окончательно потеряло свою легитимность, а солдаты Национальной армии Бирмы во главе с бывшим министром обороны Аун Саном стали массово переходить на сторону Антигитлеровской коалиции.

### Жизнь после войны
Накануне вторжения британских войск в Бирму Ба Мо бежал через Таиланд в Японию, где его поселили в буддийском монастыре под видом глухонемого монаха. Однако вскоре он попал в плен американских оккупационных властей и до 1946 года содержался в тюрьме Сугамо. Освободившись, он получил разрешение на возвращение в Бирму, которая спустя 2 года получила независимость от Великобритании, и это позволило Ба Мо вернуться к политической жизни. Некоторое время он находился в заключении в течение 1947 года, будучи подозреваемым в причастности к убийству Аун Сана, но вскоре был освобождён.
Когда в 1963 году власть в Бирме оказалась в руках генерала Не Вина, Ба Мо снова оказался в тюрьме, как и многие бирманские политики, с 1965 или 1966 года по февраль 1968 года.
С момента освобождения и до конца жизни Ба Мо так и не удалось занять какую-либо государственную должность. В 1968 году была опубликована его книга воспоминаний «Прорыв в Бирме: Воспоминания о революции 1939—1946». В послевоенный период он также стал основателем политической партии Махамаба.
Умер Ба Мо в Рангуне в возрасте 84 лет.